# Tatunca Nara
Tatunca Nara, tên thật là Hans Günther Hauck (5 tháng 10 năm 1941 Coburg), là một hướng dẫn viên đi rừng người Brasil gốc Đức và tù trưởng da đỏ tự phong, nổi tiếng với việc bịa ra những câu chuyện về thành phố đã mất Akakor.

## Đời tư
Vào cuối thập niên 1980, Cục Cảnh sát Hình sự Liên bang Đức đã xác nhận rằng "Tatunca Nara" được sinh ra với cái tên Günther Hauck tại Coburg, Bavaria, và biến mất vào đầu thập niên 1960 do những khó khăn tài chính. Ông để lại một người vợ và ba đứa con ở Nuremberg. Nara đã phủ nhận rằng ông ta chính là Hauck.
Theo lời Nara, Tatunca có nghĩa là "con rắn nước lớn." Ông sinh sống ở Barcelos, Amazonas trên sông Rio Negro. Thẻ ID Brasil của Tatunca đã xếp ông ta là người da đỏ.

## Akakor, mất tích và tử vong
Vào thập niên 1970, phóng viên nước ngoài người Đức Karl Brugger đã gặp "Tatunca Nara", người đã kể cho ông nghe về lịch sử của Akakor, một thành phố ngầm dưới lòng đất nằm dưới rừng mưa. Brugger đã bị thuyết phục và bắt tay vào viết cuốn "Biên niên sử Akakor“, được xuất bản năm 1976.
Vẫn làm người hướng dẫn đi rừng, Tatunca Nara đã dẫn đoàn khách du lịch và các nhà thám hiểm tìm kiếm kim tự tháp và thành phố ngầm, nhưng câu hỏi được đặt ra sau khi một số vị khách của ông bị mất tích: John Reed người Mỹ năm 1980, Herbert Wanner người Thụy Sĩ năm 1983, và Christine Heuser người Thụy Điển năm 1987. Tất cả đều biến mất trong hoàn cảnh bí ẩn. Năm 1984, những khách du lịch Thụy Sĩ đã tìm thấy một hộp sọ có thể được xác định bằng phương pháp phân tích pháp y chính là Herbert Wanner. Cùng năm đó, Brugger đã bị một kẻ tấn công vô danh bắn và giết chết trên đường phố Rio de Janeiro. Cảnh sát Đức tin rằng Tatunca đứng đằng sau vụ giết người này.
Năm 1990, nhà thám hiểm người Đức Rüdiger Nehberg và nhà sản xuất phim Wolfgang Brög đã lừa Tatunca đưa họ đi thám hiểm, trong đó câu chuyện của ông bắt đầu được làm sáng tỏ. Kết quả là một bộ phim tài liệu dài một giờ mang tên Das Geheimnis des Tatunca Nara (Bí ẩn của Tatunca Nara), được chiếu trên kênh ARD vào năm 1991.
Nara từng tuyên bố, "Tôi đã giết nhiều người, nhưng tôi là một người lính và họ mang theo vũ khí. Tôi không vô tội. Nhưng tôi đã không giết ba người đó, vì họ đã buộc tội tôi làm."